# Танкова дивізія «Мюнхеберг»
Танкова дивізія «Мюнхеберг» (нім. Panzer-Division «Müncheberg») — танкова дивізія вермахту в Другій світовій війні. Незважаючи на свою менш ніж двомісячну історію, дивізія широко відома завдяки участі в боях на вулицях Берліна.

## Бойовий шлях
Дивізія була сформовано 8 березня 1945 року в районі однойменного міста під керівництвом генерал-майора Вернера Мумерта, кавалера Лицарського хреста з дубовим листям та мечами. Сильно недоукомплектований контингент дивізії становили в основному учні військових шкіл і бійці зі складу резервних частин. Тільки танковий батальйон був повністю механізований, автотранспорту вистачало лише для поранених. Через кілька днів після формування дивізія вирушила до Кюстріну, де намагалася не дати радянським військам форсувати Одер. Далі «Мюнхеберг» билася на Зееловских висотах, після чого відступала з боїв на схід, борючись у тому числі і на вулицях Мюнхеберг. У підсумку дивізія дійшла до Берліна, де зайняла оборону на південному сході. 25 квітня вона успішно відбивала атаки на Нойкельн, наступного дня оступився в центр. Частини дивізії билися в районі Бранденбурзьких воріт і «Зообункера». 30 квітня Гітлер застрелився, а 2 травня керівник обороною міста Гельмут Вейдлінг наказав залишилися частинам скласти зброю. Поранений за день до цього Муммерт наказав дивізії прориватися через Тіргартен в Шпандау і далі з міста. Під масованим обстрілом частина солдатів упереміш з цивільними особами прорвалася на захід. Однак лише одиниці змогли досягти Ельби і здатися Союзникам, більшість, на чолі з Муммертом, потрапили в радянський полон.

## Джерело
- Танкова дивізія «Мюнхеберг»(рос.)